# Criptolecte
Un criptolecte és una llengua parlada i apresa per només uns determinats membres d'una població amb la intenció de comunicar-s'hi d'una manera que resulti inintel·ligible per als que no pertanyen al grup. En són exemples el shelta dels travellers irlandesos, el lunfardo dels barris baixos de Buenos Aires o el polari dels homosexuals britànics dels anys 50 i 60 i el Gayle de Sud-àfrica.